# Loxofidonia originalis
Loxofidonia originalis är en fjärilsart som beskrevs av Felix Bryk 1948. Loxofidonia originalis ingår i släktet Loxofidonia och familjen mätare. Inga underarter finns listade i Catalogue of Life.